# Круузе, Урмас
Урмас Круузе (эст. Urmas Kruuse, род. 14 июля 1965 в Элва, Эстонская ССР, СССР, ныне Тартумаа, Эстония) — эстонский политический и государственный деятель. Член Партии реформ. Министр сельской жизни Эстонии с 26 января 2021 года. В прошлом — министр сельской жизни Эстонии (2015—2016), министр здоровья и труда Эстонии (2014—2015), мэр города Тарту (2007—2014), мэр Элва (2002—2007), депутат Рийгикогу (2015—2021).

## Биография
Родился 14 июля 1965 года в Элва.
Окончил среднюю школу в Элва и Международный университет Audentes в Таллине, где изучал управление бизнесом.
В 1982 году присоединился к группе «Risk», где его брат Энн Круузе уже играл на бас-гитаре. В этом же ансамбле он начал сочинять и исполнять песни. Позже сформировал группу «Urmas Kruuse Band», которая выпустила альбом «Through Me» в 1990 году.
Работал оператором склада в Tallinna Tööstuskaubastus (1987–1993), свободным музыкантом (1985–1994), менеджером оптового склада AS Siberry Rebase (1994–1995), менеджером по продажам на оптовом складе AS Siberry Rebase (1997–1999) и торговым представителем-менеджером по работе с клиентами Kesko Food AS (1999–2002).
Член Партии реформ Эстонии с 2002 года, был председателем правления Тартуского регионального отделения Партии реформ с 13 июня 2007 года до мая 2014 года.
Был депутатом городского совета Эльвы с 1999 по 2002 год, мэром Эльвы с 2002 по 2007 год, а с 27 мая 2007 года по март 2014 года — мэром Тарту. Состоял  11 апреля 2013 года Урмасу Круузе был вынесен вотум недоверия Тартуской городской Думой. 13 членов совета проголосовали за, 24 члена совета проголосовали против мэра. Инициаторами вотума недоверия выступили Центристская партия Эстонии и Социал-демократическая партия. В марте 2014 года подал в отставку с поста мэра Тарту, перейдя на должность министра.
Баллотировался на парламентских выборах в 2015 году в Йыгеваском и Тартуском уездах. По результатам выборов набрал 5960 голосов и избран депутатом Рийгикогу. Переизбран на выборах 2019 года. Пытался помешать проведению референдума, на котором гражданам страны придётся ответить на вопрос, является ли брак союзом исключительно мужчины и женщины, и предложил вместе с коллегами по партии Юри Яансоном и Антсом Лаанеотсом дополнить его вопросом «Жили бы мы лучше, если Республика Эстонии была бы в составе Российской Федерации?». Данное предложение было раскритиковано премьером Эстонии Юрием Ратасом, и спикером Хенном Пыллуаасом. Урмас Круузе пояснил:
Я сделал это предложение, чтобы обратить внимание на абсурдность этого референдума о браке.
13 января 2021 года парламент Эстонии проголосовал против предложения о проведении референдума.
26 марта 2014 года назначен министром здоровья и труда Эстонии в первом правительстве Таави Рыйваса. 9 апреля 2015 года назначен министром сельской жизни Эстонии во втором правительстве Таави Рыйваса, занимал пост до отставки в связи со сменой правительства 23 ноября 2016 года.
26 января 2021 года назначен министром сельской жизни Эстонии в правительстве Каи Каллас. Сохранил пост во втором правительстве Каи Каллас.
Помимо своего родной языка, эстонского, говорит на финском, английском и русском языках.

## Личная жизнь
Женат, имеет шесть детей.